# Papier piórkowy
Papier piórkowy – papier przeznaczony głównie do druku książek o małej liczbie stron, aby wyglądały na grubsze. Jego pulchność (stosunek grubości do gramatury) dochodzi do 2,2 (zwykła pulchność papieru wynosi ok. 1,1). Papiery piórkowe produkowane są także w wersji gazetowej.